# Parc Safari à Chamakhi

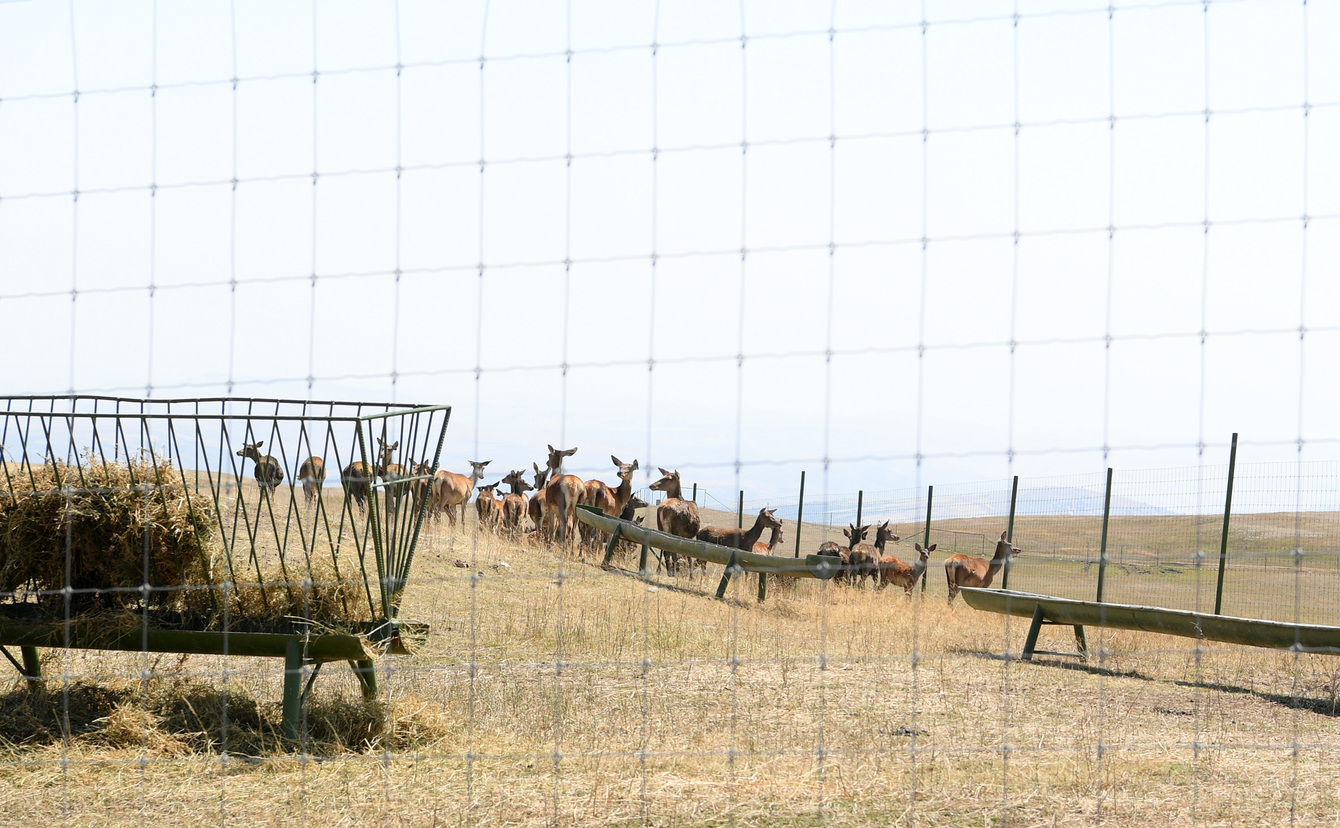
Photographie de l'intérieur du parc.

Le parc safari de Chamakhi est une réserve écologique pour les animaux sauvages située en Azerbaïdjan, dans la région de Chamakhi, sur le territoire d'un boisé montagneux appelé Pirgoulou. 
Actuellement, ce parc Safari occupe 600 hectares (dont 400 hectares de territoire clôturé).
Dans le parc, en provenance de Lettonie, de Pologne, de Slovaquie, de République Tchèque et de Hongrie, 420 d'animaux génétiquement précieux de trois espèces ont été introduites : cerf rouge, mouflon, daim. À la suite de la sélection et des mesures vétérinaires prises, le nombre de ces animaux a presque doublé. Actuellement[Quand ?], le parc compte 790 animaux, dont 260 cerfs nobles, 250 mouflons et 280 cerfs. Pour protéger les cerfs, les chevreuils et les mouflons des influences extérieures et des maladies infectieuses, une clôture de 52 kilomètres a été construite.
De 2017 à 2020, le ministère de la Culture et du Tourisme doit assurer la promotion du parc Safari de Chamakhi,.